# Mahnmal für die schwulen und lesbischen Opfer des Nationalsozialismus in Köln

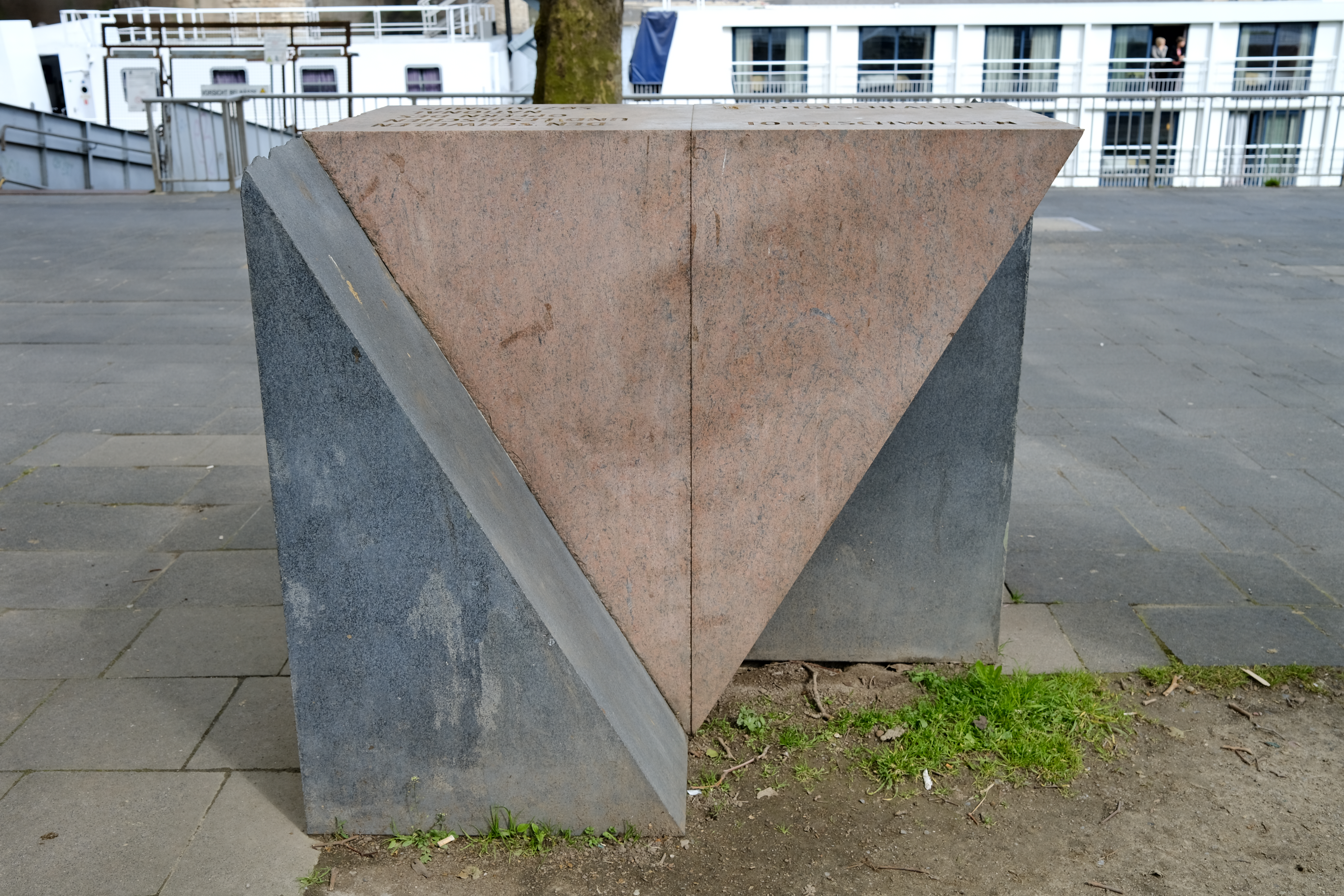
Mahnmal für die schwulen und lesbischen Opfer des Nationalsozialismus, Foto von 2024

Das Mahnmal für die schwulen und lesbischen Opfer des Nationalsozialismus in Köln erinnert seit 1995 an prominenter Stelle im Stadtbild von Köln, am Rheinufer an der Hohenzollernbrücke, hauptsächlich an die damalige Homosexuellenverfolgung. Damit wurde am 24. Juni 1995 in Köln das zweite nicht als Gedenktafel gestaltete Mahnmal in Deutschland zum Gedenken an die Verfolgung von Homosexuellen aufgestellt. Bereits seit dem 11. Dezember 1994 gibt es in Frankfurt am Main den Frankfurter Engel als diesem Thema gewidmetes Mahnmal. Am 27. Mai 2008 folgte die Einweihung des Denkmals für die im Nationalsozialismus verfolgten Homosexuellen in Berlin. Bis dahin gab es im deutschsprachigen Raum ausschließlich Gedenktafeln in den ehemaligen Konzentrationslagern Mauthausen, Neuengamme, Dachau und Sachsenhausen und in Berlin eine Tafel am Nollendorfplatz. Das Kölner Mahnmal wurde der Stadt Köln von der Initiatorin, der Gewerkschaft Öffentliche Dienste, Transport und Verkehr Köln (ÖTV, jetzt Vereinte Dienstleistungsgewerkschaft Ver.di) als Schenkung übergeben. Damit wurde erstmals in der Geschichte ein spezielles Mahnmal für die lesbischen und schwulen NS-Opfer durch eine Gewerkschaft errichtet.

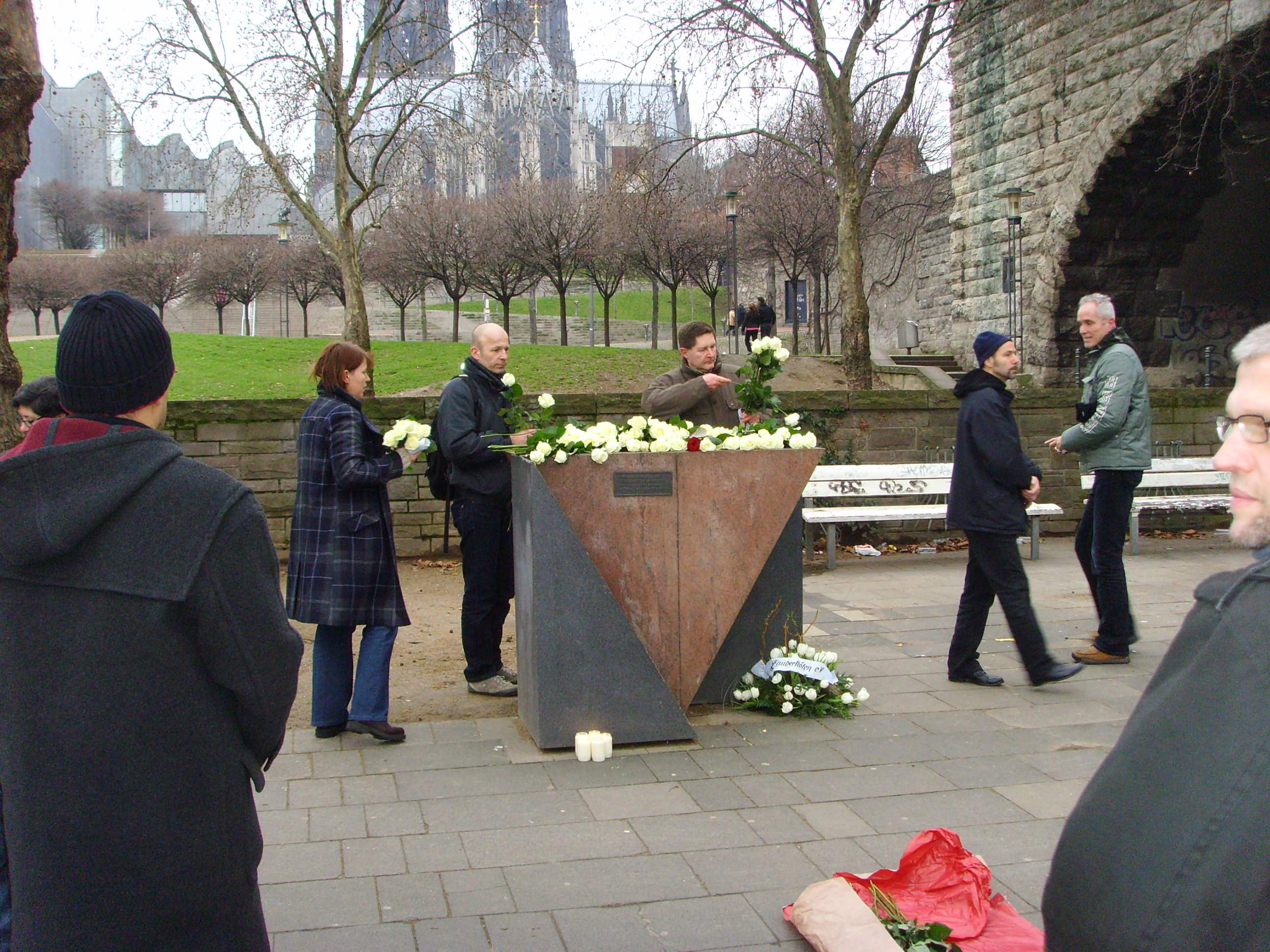
Veranstaltung 27. Januar 2008

## Historischer Hintergrund
Das Mahnmal soll hauptsächlich an die Verfolgung von Homosexuellen während der Zeit des Nationalsozialismus erinnern. Obwohl es im Nationalsozialismus keine systematische Verfolgung von Lesben gab, werden diese in der Aufschrift des Mahnmals ausdrücklich erwähnt, weil auch ihre Lebensumstände und ihre Infrastruktur vom Nationalsozialismus betroffen waren. Mit der Aufschrift „Totgeschlagen – Totgeschwiegen“ soll das Denkmal darüber hinaus an die Situation der Opfer in der Nachkriegs-Bundesrepublik erinnern.

## Geschichte des Mahnmals
Im März des Jahres 1990 begann der Arbeitskreis Lesben und Schwule (ehem. AK Homosexualität) der ÖTV Köln mit der Initiative zur Errichtung des Mahnmales. Der Initiator Jörg Lenk blieb bis zur Aufstellung des Gedenksteines der hauptverantwortliche Ansprechpartner und die treibende Kraft für dieses Projekt. Der offizielle Antragsteller, der Deutsche Gewerkschaftsbund (DGB) Kreis Köln, wurde durch verschiedene Organisationen und Parteien öffentlich unterstützt. Nach einer Stellungnahme des NS-Dokumentationszentrums der Stadt Köln wurde die anfängliche Idee des Oberbürgermeisters die Tafel an der Kölner Messe in Köln-Deutz, zum Gedenken an die Deportation der Juden, Sinti und Roma, zu erweitern, fallen gelassen. Die anfänglichen Zweifel an der Verfolgung von Lesben, durch die Vertreter des Rates der Stadt Köln, konnten durch das NS-Dokumentationszentrum ausgeräumt werden. Die Vertreter des Rates wollten anfänglich die Worte „schwul und lesbisch“ in der Aufschrift durch „homosexuell“ ersetzen. Auf Initiative der Fraktion der GRÜNEN wurde die Formulierung den Initiatorinnen und Initiatoren überlassen. 1993 erfolgte eine beschränkte Ausschreibung unter 25 von dem Kulturamt der Stadt Köln vorgeschlagenen Künstlerinnen und Künstlern. Die Errichtung des Mahnmales erfolgte bis auf die Gegenstimmen aus der CDU grundsätzlich im breiten Konsens und ohne eine öffentliche Diskussion. Zur Finanzierung des Mahnmal wurde eine Spendensammlung initiiert, bei der 30.900,00 DM (15.798,92 €) zusammenkamen. Im Juni 1995 wurde das Mahnmal der Öffentlichkeit übergeben.

## Aufschrift
Neben dem Standort war die Aufschrift „Totgeschlagen – Totgeschwiegen, den schwulen und lesbischen Opfern des Nationalsozialismus“ die einzige Vorgabe für die Gestaltung des Mahnmales. Die Worte „Totgeschlagen – Totgeschwiegen“ hatten schon Verwendung auf der Gedenktafel am Berliner Nollendorfplatz gefunden. Damit soll für den Kölner AK Lesben und Schwule in der ÖTV ebenso auf das Schicksal der Verfolgung von Homosexuellen unter den Nationalsozialisten hingewiesen werden, wie auch auf die weitere Verfolgung im Nachkriegsdeutschland und auf die anhaltende Diskriminierung von Lesben und Schwulen in der heutigen Bundesrepublik.
Die Inschrift „homosexuell“ erschien den AK-Mitarbeitern als zu medizinisch. Da sie sich selbst als Lesben oder Schwule bezeichnen, war die Nutzung dieser Worte unumstritten.

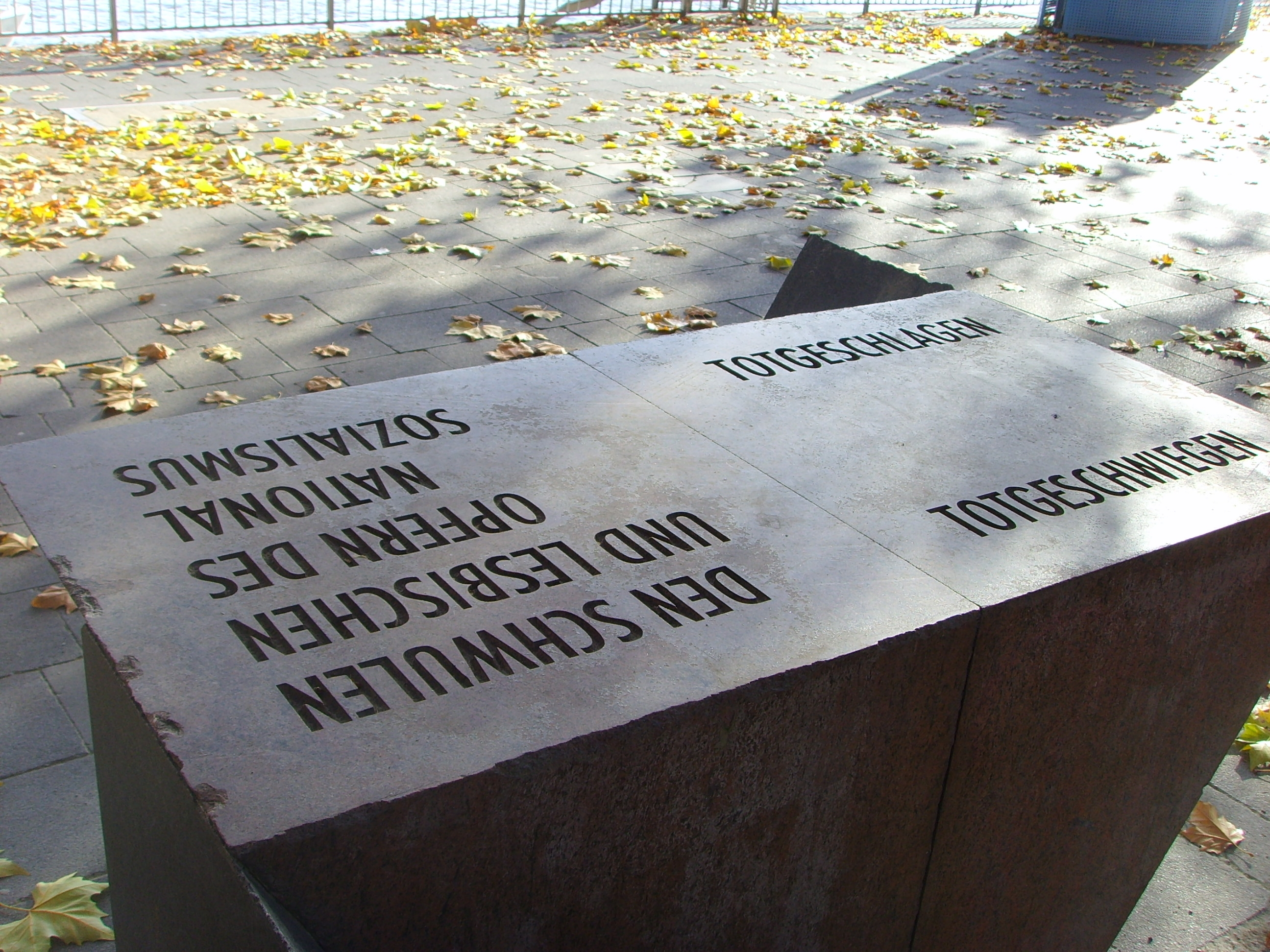
Mahnmal Aufschrift

## Standort
Als Standort wurde der von Kölnern und Touristen stark frequentierte Bereich des Rheingartens/Frankenwerft direkt an der Hohenzollernbrücke gewählt, mit dem Museum Ludwig und dem Kölner Dom im Hintergrund. Der Aufstellungsort ist nicht ohne historischen Bezug gewählt. Die Rheingegend an der Hohenzollernbrücke war schon lange ein beliebter Treffpunkt für homosexuelle Männer, der die Möglichkeit für anonyme Kontakte bot, ohne sich dem Risiko auszusetzen, im bürgerlichen Leben als Schwuler bekannt zu werden. An der Hohenzollernbrücke stand bis zu seiner Zerstörung im Zweiten Weltkrieg ein seit der Jahrhundertwende bei schwulen Männern als Treffpunkt genutztes Pissoir. In den Nachkriegsjahren wurden die kriegszerstörten Treppentürme der Hohenzollernbrücke von den Schwulen zum Treffpunkt umfunktioniert.

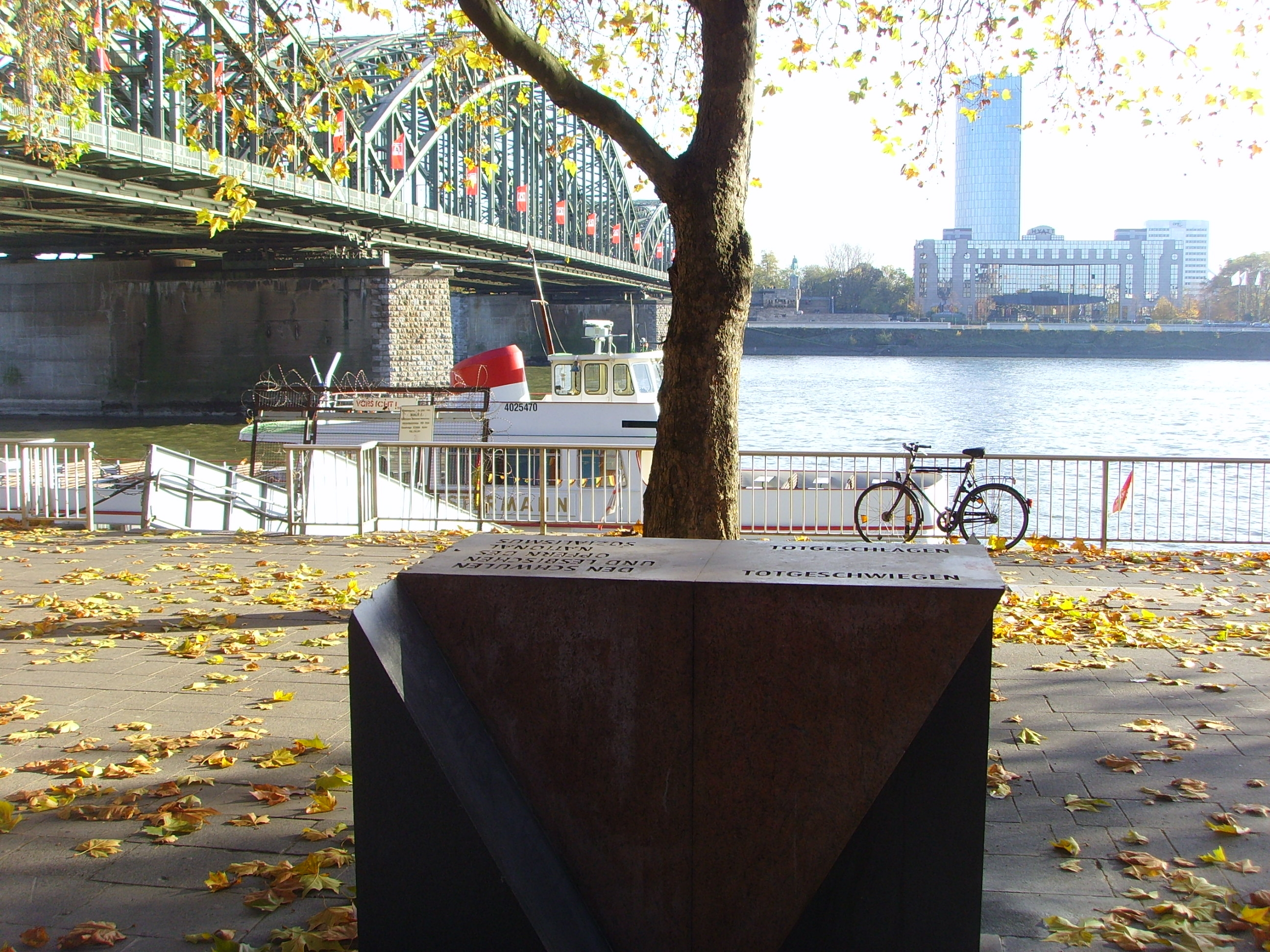
Mahnmal Standort am Rhein

## Auswahl
Unter den 11 eingereichten Wettbewerbsbeiträgen entschied sich eine unabhängige Fachjury einstimmig für die Arbeit des Rostocker Bildhauers Achim Zinkann als zweiten Preis. Es wurde kein erster Preis vergeben. Vom 14. Juni bis 15. Juli 1994 wurden die elf eingereichten Exemplare in einer Ausstellung im Forum der Volkshochschule Köln präsentiert.

## Künstler
Achim Zinkann (* 1960) gestaltete das Mahnmal. Nach dem Kunst- und Geschichtsstudium auf Lehramt an der Universität-GH Siegen hatte Zinkann von 1991 bis 1993 einen Lehrauftrag an der Gesamthochschule Siegen in den Bereichen Stein-, Stahlbildhauerei, Plastik und Skulptur. Seit 1993 Lehrer und Kunsterzieher am Musikgymnasium Käthe Kollwitz Rostock, im Kreis Rostock-Land. Seit 1986 nahm Zinkann als Künstler an verschiedenen Ausstellungen teil.

## Gestaltung
Das Mahnmal besteht aus rosa und grauem Granit. Es hat eine Höhe von 120 cm und eine Kantenlänge von 69 cm.
Der Rosa Winkel war ein Symbol, das während der Zeit den Nationalsozialismus benutzt wurde, um männliche Häftlinge in Konzentrationslagern zu identifizieren, die wegen ihrer Homosexualität dorthin verschleppt worden waren.
Der Künstler Achim Zinkann beschreibt sein Werk wie folgt:

„Der Ausgangspunkt für diese Arbeit sind zwei gleich große Blöcke aus Granit mit grauer und rosa Färbung. Diese beiden Blöcke wurden über eine Seitendiagonale zersägt und neu zusammengestellt. Die grauen Keile stehen mit der quadratischen Fläche auf dem Boden, stehen sich mit den schrägen Sägeflächen diagonal gegenüber und nehmen mitten in der entstandenen Kerbe die beiden, zu einem gleichseitigen Dreieck zusammengefügten rosa Keile auf.

In der Skulptur entsteht eine Korrespondenz zwischen den Keilen. Druck, Gegendruck und Reibung sind Voraussetzungen für den Gesamtzusammenhalt. Wird einer der Keile entfernt, verliert mindestens ein anderer den Halt. Das Gefüge wird zerstört. Die innere Spannung und die Auflösung des blockhaften Charakters wird durch die diagonale Stellung der grauen Steine erzeugt.

Das Wechselspiel von Körperschatten und Schlagschatten verstärkt diese Spannung ebenso wie die sich verändernde Silhouette, wenn sich der Betrachter vor der Skulptur bewegt.

Das Maßverhältnis in der Skulptur ergibt sich aus den geometrischen Bedingungen des gleichseitigen Dreiecks und einer festgesetzten Höhe von 120 cm. Diese Höhe ist für einen Menschen gut greifbar. In dieser Höhe ist der Text in die quadratischen Flächen der rosa Keile eingegraben und so haptisch und optisch erfahrbar.

Interpretationsansätze sind in großer Vielzahl gegeben.

Zwei Blöcke, zwei Farben, zwei Schnitte, zu einem Ganzen zusammengefügt. Ein grauer, ein rosa Block. Teile einer Gesellschaft. Männer, Frauen. Lesben, Schwule, einander bedrückend, sich aneinander reibend, ineinander aufgehoben, sich bedingend. Weitere Interpretationen überlasse ich dem Betrachter.“

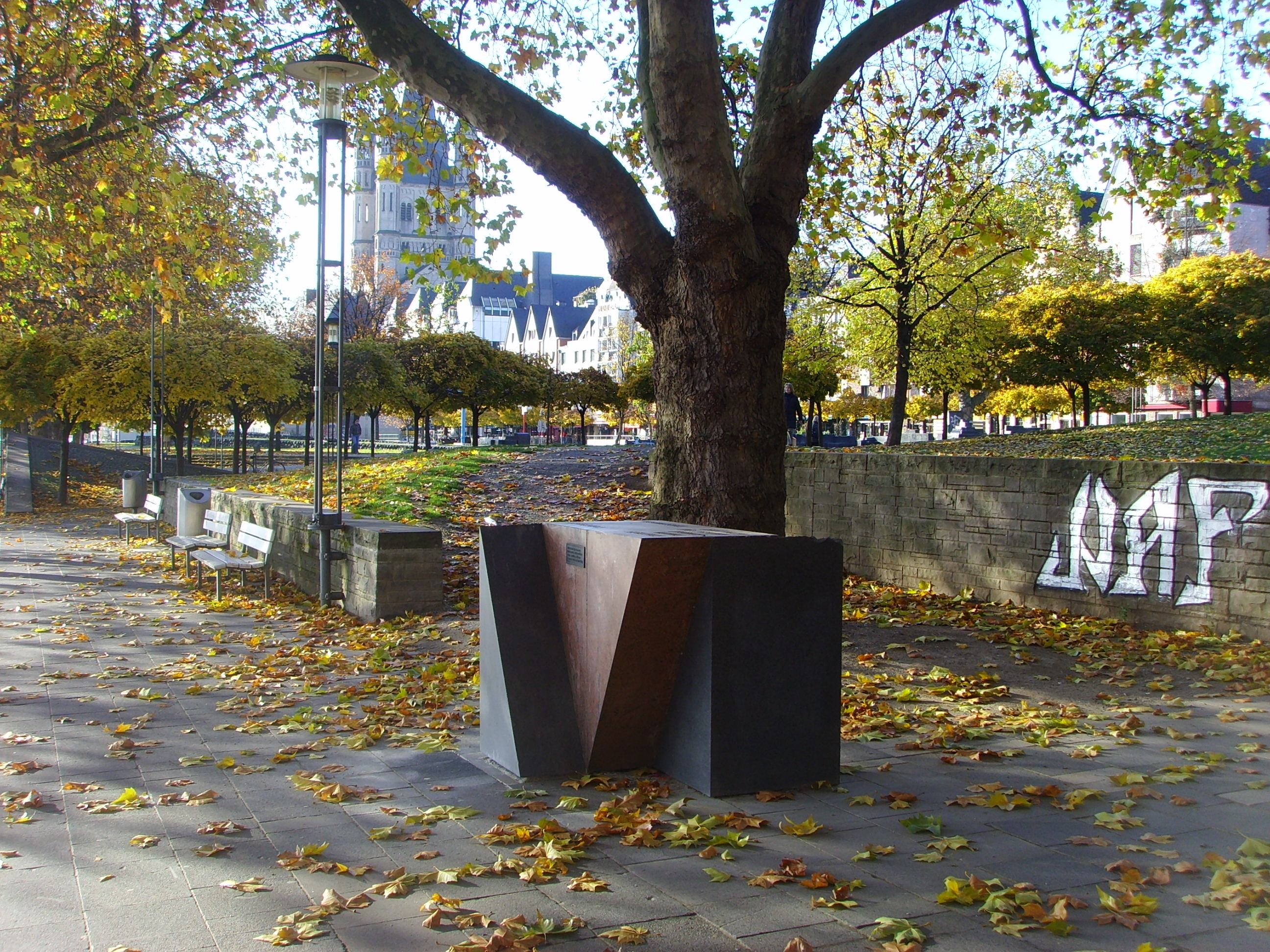
Mahnmal im Rheingarten

## Enthüllung
Die Feierlichkeit zur Aufstellung am 24. Juni 1995 wurde sowohl als Beitrag der Gewerkschaft ÖTV zum 50. Jahrestag der Befreiung Deutschlands von der NS-Terrorherrschaft als auch im Rahmen der schwul-lesbischen Veranstaltungen zum Cologne Pride begangen.
Die Rede des Oberbürgermeisters Norbert Burger war sein erster offizieller Auftritt überhaupt im Rahmen eines CSD.
In den ZDF-Nachrichtensendungen heute und heute-Journal desselben Tages gab es Filmbeiträge über die Aufstellung ebenso wie Berichte und Interviews in diversen Radiosendungen. Ebenso folgten Berichte bundesweit in den verschiedenen Tageszeitungen, der Gewerkschaftspresse und Schwulen- und Lesbenmedien im In- und Ausland.

## Aktuell

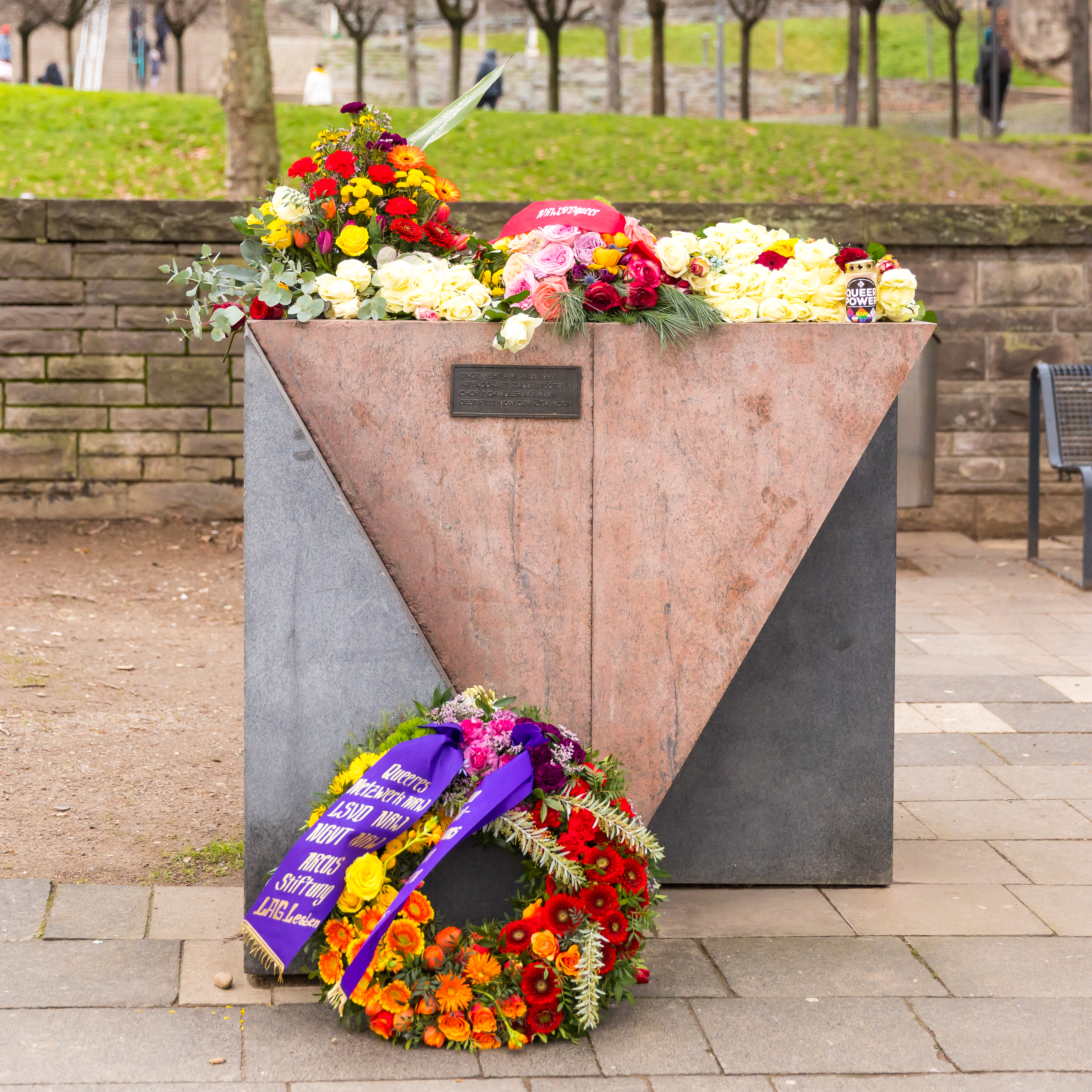
Kränze zum offiziellen deutschen Gedenktag, 2023

Am jährlichen offiziellen deutschen Gedenktag für die Opfer des Nationalsozialismus, anlässlich des Jahrestages der Befreiung des Konzentrationslagers Auschwitz-Birkenau, am 27. Januar, werden am Mahnmal im Rahmen einer Veranstaltung Kränze und Blumen niedergelegt.
Bei den regelmäßig stattfindenden Stadtführungen zu schwulen/lesbischen Themen ist das Mahnmal häufig der Startpunkt oder der Abschluss der Rundgänge.
Der Kölner schwule Männerchor „Zauberflöten“ hat die Patenschaft von der Stadt Köln übertragen bekommen. Er engagiert sich ehrenamtlich in der Pflege des Mahnmals und begleitet musikalisch die jährlichen Gedenkveranstaltungen.